# Гарићи
Гарићи су насељено мјесто у Босни и Херцеговини, у општини Котор Варош, ентитет Република Српска. Према попису становништва из 1991. у насељу је живјело 1.341 становника.

## Становништво
| Националност       | 1991.        | 1981.        | 1971.        |
| Муслимани          | 987 (73,60%) | 907 (69,71%) | 759 (77,13%) |
| Срби               | 344 (25,65%) | 373 (28,67%) | 207 (21,03%) |
| Југословени        | 4 (0,29%)    | 19 (1,46%)   | 5 (0,50%)    |
| Хрвати             | 1 (0,07%)    | 2 (0,15%)    | 12 (1,21%)   |
| остали и непознато | 5 (0,37%)    | 0            | 1 (0,10%)    |
| Укупно             | 1.341        | 1.301        | 984          |

| Демографија | Демографија | Демографија |
| Година      | Становника  | Становника  |
| ----------- | ----------- | ----------- |
| 1961.       | 902         |             |
| 1971.       | 984         |             |
| 1981.       | 1.301       |             |
| 1991.       | 1.340       |             |
| 2013.       | 499         |             |